# 불가리아인의 차르위 계승 순위
불가리아 왕국은 1946년 소련에 의해서 불가리아 인민 공화국이 탄생하면서 왕정이 폐지된다. 그러나 불가리아의 마지막 차르인 작센코부르크고타 왕가의 시메온 2세는 이름뿐인 불가리아의 차르로 남아있으며 2001년부터 총리가 되어 2005년까지 활동하기도 하였다. 차르위 계승 순위 1위는 불가리아 왕자 보리스이다.

## 차르위 계승 순위
1. 불가리아 왕자 보리스 (1997년), 타르노보 공 카르담의 아들.
2. 불가리아 왕자 벨트란 (1999년), 타르노보 공 카르담의 아들.
3. 프레슬라프 공 키릴 (1964년), 시메온 2세의 아들.
4. 불가리아 왕자 타씰로 (2002년), 프레슬라프 공 키릴의 아들.
5. 불가리아의 쿠브라트 (1965년), 시메온 2세의 아들.
6. 불가리아 왕자 미르코 (1995년), 불가리아의 쿠브라트의 아들.
7. 불가리아 왕자 루카스 (1997년), 불가리아의 쿠브라트의 아들.
8. 불가리아 왕자 티르소 (2002년), 불가리아의 쿠브라트의 아들.
9. 비딘 공 콘스탄틴아센 (1967년), 시메온 2세의 아들.
10. 불가리아 왕자 움베르토 (1999년), 비딘 공 콘스탄틴아센의 아들.